# Rildo Gonçalves
Rildo dos Santos Gonçalves (Recife, 4 de Abril  de 1930 - Guaxupé, 14 de Novembro  de 2017), mais conhecido como Rildo Gonçalves, foi um ator e advogado brasileiro.

## Biografia
Jovem ainda, foi obrigado a interromper os estudos para sustentar a família, só voltando aos livros na maturidade, formando-se em filosofia e direito após os 40 anos.
Sempre gostou da vida artística, tanto que na adolescência já cantava em teatros, igrejas e rádios. No início dos anos 50, mudou-se para o Rio de Janeiro, onde ingressou no Teatro do Estudante, que era comandado por Pascoal Carlos Magno.
Logo se firmou como ator, fazendo parte do Movimento Brasileiro de Arte e destacando-se em várias peças, filmes da Herbert Richers e inúmeros teleteatros das emissoras Tupi, TV Rio e Continental.
Tornou-se contratado da Tupi nos primeiros anos da década de 1960, onde ficou por mais de 15 anos e fez 21 telenovelas, mas não deixou de fazer teatro e cinema — com destaque para seu Vila-Lobos em Meu Nome É Villa Lobos.
Outros importantes momentos de sua carreira foram os papéis de Creonte, de Antígona (Sófocles); Vincent van Gogh; e Hamlet, na peça homônima de Shakespeare.
Rildo liderou a primeira greve dos atores durante a ditadura militar, reivindicando os salários atrasados da Tupi, que começava a decair. Foi processado pela empresa e, desiludido, resolveu dedicar-se à advocacia, tornando-se um conceituado criminalista. Após um período de longa ausência, retornou à televisão em uma participação especial na novela Pérola Negra, exibida pelo SBT em 1998.
Rildo faleceu em 14 de novembro de 2017,aos 87 anos vitima de complicações de um AVC

## Carreira

### No cinema
| Ano  | Título                      | Personagem |
| ---- | --------------------------- | ---------- |
| 1971 | Os Amores de Um Cafona      | Carlão     |
| 1969 | Uma Pistola para Djeca      | Promotor   |
| 1967 | A Desforra                  | Namorado   |
| 1962 | As Testemunhas Não Condenam | —          |
| 1959 | Pistoleiro Bossa Nova       | Sérgio     |
| 1959 | Massagista de Madame        | —          |

### Na televisão
| Ano       | Título                                        | Personagem              |
| --------- | --------------------------------------------- | ----------------------- |
| 1998      | Pérola Negra                                  | Carlos Pacheco Oliveira |
| 1980      | Cabaret Literário                             | —                       |
| 1979      | Como Salvar Meu Casamento                     | Leandro                 |
| 1979      | Bachianas Brasileiras: Meu Nome É Villa-Lobos | Vila-Lobos              |
| 1978      | Aritana                                       | Delegado                |
| 1977      | O Profeta                                     | Jarbas Figueiroa        |
| 1976      | A Viagem                                      | Promotor                |
| 1975      | Um dia, o Amor                                | Celso                   |
| 1974      | Ídolo de Pano                                 | Doutor Gondim           |
| 1974      | A Barba-Azul                                  | —                       |
| 1973      | As Divinas... e Maravilhosas                  | Renato                  |
| 1973      | Rosa-dos-Ventos                               | Pedro de Oliveira       |
| 1972      | Bel-Ami                                       | Solano                  |
| 1971      | O Preço de um Homem                           | Azevedo                 |
| 1971      | Hospital                                      | Otávio                  |
| 1970      | Simplesmente Maria                            | Juvenal                 |
| 1970      | Ritinha Salário Minimo                        | Patrão                  |
| 1969      | Nenhum Homem É Deus                           | Pepe                    |
| 1968      | O Rouxinol da Galiléia                        | —                       |
| 1967      | Os Rebeldes                                   | —                       |
| 1967      | Meu Filho, Minha Vida                         | Allan                   |
| 1966      | O Anjo e o Vagabundo                          | Aranha                  |
| 1966      | Somos Todos Irmãos                            | Rodolfo                 |
| 1965      | Um Rosto Perdido                              | Heitor                  |
| 1965      | A Outra                                       | Rodrigo                 |
| 1965      | Olhos que Amei                                | Jáser                   |
| 1965      | Teresa                                        | Héctor de la Barrera    |
| 1964      | Se o Mar Contasse                             | Padre Juca              |
| 1964      | Alma Cigana                                   | Diego                   |
| 1963      | Terror nas Trevas                             | —                       |
| 1952–1963 | TV de Vanguarda                               | Vários personagens      |